# Fußball-Amateurliga Bremen 1962/63
Die Fußball-Amateurliga Bremen 1962/63 war die vierzehnte Spielzeit der höchsten Amateurklasse des Bremer Fußball-Verbandes. Meister wurde der AGSV Bremen. 

## Abschlusstabelle
| Platz | Verein                  | Sp. | Tore  | Punkte |
| ----- | ----------------------- | --- | ----- | ------ |
| 1.    | AGSV Bremen             | 28  | 85:38 | 42:14  |
| 2.    | Werder Bremen Amat. (M) | 28  | 72:35 | 39:17  |
| 3.    | Bremer SV (A)           | 28  | 73:39 | 39:17  |
| 4.    | Blumenthaler SV         | 28  | 57:43 | 36:20  |
| 5.    | SV Hemelingen           | 28  | 47:31 | 35:21  |
| 6.    | Eintracht Bremen (N)    | 28  | 63:55 | 28:28  |
| 7.    | Polizei SV Bremen       | 28  | 61:56 | 28:28  |
| 8.    | Bremen 1860             | 28  | 40:61 | 28:28  |
| 9.    | TSV Wulsdorf            | 28  | 51:54 | 26:30  |
| 10.   | SV Woltmershausen       | 28  | 55:67 | 22:34  |
| 11.   | SV Grohn                | 28  | 45:61 | 21:35  |
| 12.   | TuRa Bremen             | 28  | 38:58 | 21:35  |
| 13.   | Bremerhaven 93 Amat.    | 28  | 41:64 | 19:37  |
| 14.   | ATS Buntentor (N)       | 28  | 28:63 | 18:38  |
| 15.   | VfB Komet Bremen        | 28  | 24:55 | 17:39  |

(M) Meister der Vorsaison

(A) Absteiger aus der Oberliga

(N) Aufsteiger

## Aufstieg
Der Meister AGSV Bremen hatte in der anschließenden Qualifikation zur Regionalliga Nord keinen Erfolg.